# Synagoge (Maizières-lès-Vic)

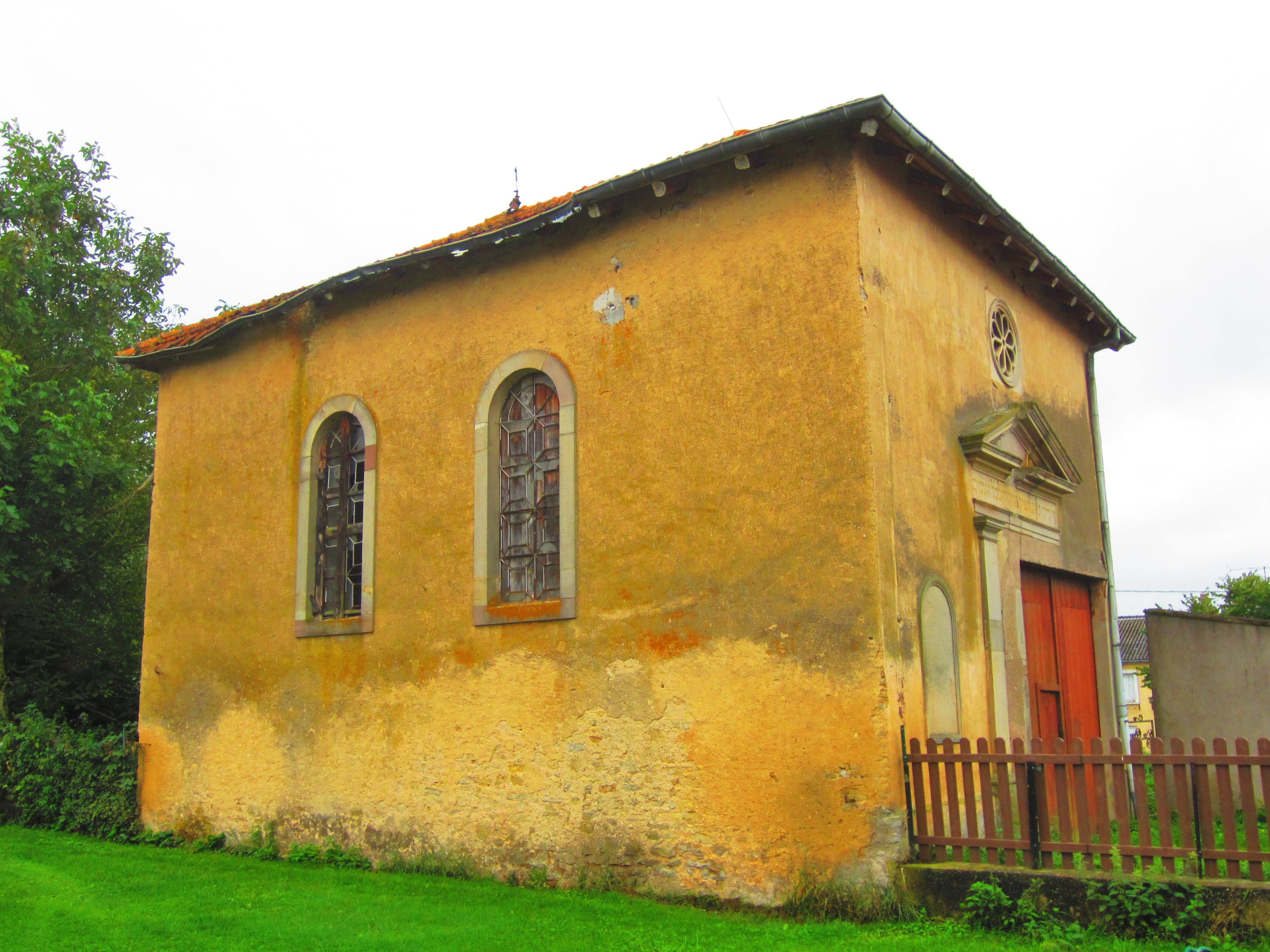
Synagoge in Maizières-lès-Vic (2013)

Die Synagoge in Maizières-lès-Vic, einer Gemeinde im Département Moselle in der französischen Region Grand Est, wurde zwischen 1868 und 1872 errichtet. Die profanierte Synagoge an der Ecke zur Grand-Rue ist seit 2009 als Monument historique klassifiziert. Im Jahr 2015 wurde sie durch einen Brand zerstört.

## Geschichte
Die Synagoge wurde nach den Plänen des Architekten Ferdinand Boudot (1816–1889) aus Sarrebourg erbaut, der auch 1857 die Synagoge von Phalsbourg errichtete. Die Bauzeit fiel bereits in eine Zeit als die ländliche jüdische Gemeinde an Mitgliederzahl verlor. Das Consistoire Nancy war der offizielle Bauherr und die Finanzierung wurde mit Zuschüssen der politischen Gemeinde und des Staates gesichert. Bereits 1890 musste die Synagoge geschlossen werden, da keine jüdische Gemeinde mehr im Ort existierte.
Im Jahr 1911 wurde die Synagoge verkauft und seitdem als Scheune und Hühnerstall genutzt. 2015 wurde das Gebäude durch einen Brand zerstört.

## Architektur
Das Synagogengebäude mit Rundbogenfenster besaß noch die Rosette an der Hauptfassade und im Innern den Thoraschrein und die Treppe zur Frauenempore.